# آنتسامپاندرانو (آمباتولامپی)
آنتسامپاندرانو (به لاتین: Antsampandrano) یک منطقهٔ مسکونی در ماداگاسکار است که در بخش امباتولامپی واقع شده‌است. آنتسامپاندرانو ۲۰٬۰۰۰ نفر جمعیت دارد و ۱٬۵۶۹ متر بالاتر از سطح دریا واقع شده‌است.